# Hylaeamys megacephalus
Hylaeamys megacephalus is een zoogdier uit de familie van de Cricetidae. De wetenschappelijke naam van de soort werd voor het eerst geldig gepubliceerd door Fischer in 1814.

## Voorkomen
De soort komt voor in Bolivia, Brazilië, Frans-Guyana, Guyana, Paraguay, Suriname, Trinidad en Tobago en Venezuela.